# Cuscuta acutiloba
Cuscuta acutiloba är en vindeväxtart som beskrevs av Georg George Engelmann. Cuscuta acutiloba ingår i släktet snärjor, och familjen vindeväxter. Inga underarter finns listade i Catalogue of Life.